# Harald Rose
Harald Rose  (n. 14 de febrero de 1935 en Bremen) es un físico alemán.
Rose recibió su Diploma de Física en 1964 óptica electrónica teórica bajo la dirección de Otto Scherzer en la Universidad Técnica de Darmstadt. Desde 1976 a 1980 fue el director científico de investigación en el The New York State department of Health. En 1973-1974 pasó un año de investigación en el Instituto Enrico Fermi en la Universidad de Chicago y en 1995-1996 un año de investigación en la Universidad Cornell y en la Universidad de Maryland. Desde 1980 hasta su retiro en 2000 como profesor emérito, fue un colaborador activo en la Universidad de Darmstadt en el Departamento de Física. Desde 2009 ha tenido una cátedra en el departamento Carl Zeiss en la Universidad de Ulm. Rose ha creado 105 patentes de instrumentos científicos y componentes electroópticos.

## Premios y honores
- desde 1987 Catedrático honorario de la Universidad de Jiaotong, Xian, China
- 2005 Premio de Científico Distinguido de la Sociedad de Microscopía de Estados Unidos
- 2005 Premio del Cómite 141 de la Sociedad Japonesa para la promoción de las Ciencias
- 2006 Premio Karl Heinz Beckurts (junto a Maximilian Haider y Knut Urban)
- 2008 Premio Honda (junto a Maximilian Haider y Knut Urban)
- 2008 Miembro honorario de la Royal Society
- 2009 Premio Robert Wichard Pohl
- 2011 Premio Wolf en Física (junto a Maximilian Haider y Knut Urban)
- 2013 Premio Fundación BBVA Fronteras del Conocimiento en Ciencias Básicas (junto a Maximilian Haider y Knut Urban)

## Publicaciones
- Geometrical Charged-Particle Optics. ISBN 978-3-540-85915-4